# Стадион ФК Радник
44° 45′ 54.56″ N 20° 28′ 19.75″ E / 44.7651556° С; 20.4721528° И
Стадион ФК Радник, такође познат и као Градски стадион Сурдулица, је фудбалски стадион у Сурдулици на којем игра Радник. Капацитет стадиона је 3.312 места након проширења пре почетка сезоне 2015/16. када је ФК Радник направио историјски успех и пласирао се у највиши ниво такмичења у Србији, а реконструкција је коштала око 40 милиона динара (око 330.000 €) уз постављање рефлектора и испуњавање свих постављених услова за такмичење у том нивоу такмичења. Стадион се састоји од све 4 трибине, од којих је источна најмања и скроз је покривена кровом.Такође се одлуком ФСС  на овом стадиону игра финале купа Србије 2017/2018 између ФК "Младост" и ФК "Партизан".